# Campeonato Panamericano de Béisbol Sub-18
El Campeonato Panamericano de Béisbol Sub-18 es organizado por la Confederación Panamericana de Béisbol y Confederación Mundial de Béisbol y Sóftbol desde el año 1995 en México siendo campeón el anfitrión en esa primera edición, Cuba es el más veces campeón con 8 oros, 7 de ellos consecutivos entre 1977 y 2007. El torneo otorga cuatro cupos a la Copa Mundial de Béisbol Sub-18.

## Historial
| Año          | Sede                     |                       | Medalla de oro | Medalla de plata |  | Medalla de bronce |
| 1995 Detalle | México                   | México                | Panamá         | Nicaragua        |  |                   |
| 1997 Detalle | Brasil                   | Cuba                  | Venezuela      | Estados Unidos   |  |                   |
| 1999 Detalle | Venezuela                | Cuba                  | Panamá         | Estados Unidos   |  |                   |
| 2000 Detalle | México                   | Cuba                  | Venezuela      | Estados Unidos   |  |                   |
| 2001 Detalle | Cuba                     | Cuba                  | Estados Unidos | Panamá           |  |                   |
| 2003 Detalle | Curazao                  | Cuba                  | Estados Unidos | Panamá           |  |                   |
| 2005 Detalle | México                   | Cuba                  | Estados Unidos | Canadá           |  |                   |
| 2007 Detalle | México                   | Cuba                  | México         | Estados Unidos   |  |                   |
| 2009 Detalle | Barquisimeto, Venezuela  | Estados Unidos        | Cuba           | Venezuela        |  |                   |
| 2011 Detalle | Cartagena, Colombia      | Estados Unidos        | Canadá         | Venezuela        |  |                   |
| 2014 Detalle | La Paz, México           | Estados Unidos y Cuba |                | Canadá           |  |                   |
| 2016 Detalle | Aguascalientes, México   | Estados Unidos        | Cuba           | México           |  |                   |
| 2018 Detalle | Chitré, Panamá           | Estados Unidos        | Panamá         | Canadá           |  |                   |
| 2022 Detalle | La Paz, México           |                       |                |                  |  |                   |
| 2024 Detalle | Ciudad de Panamá, Panamá |                       |                |                  |  |                   |

## Medallero
| # | País           |   |   |   | Total |
| - | -------------- | - | - | - | ----- |
| 1 | Cuba           | 8 | 2 | 0 | 10    |
| 2 | Estados Unidos | 5 | 3 | 4 | 12    |
| 3 | México         | 1 | 1 | 1 | 3     |
| 4 | Panamá         | 0 | 3 | 2 | 5     |
| 5 | Venezuela      | 0 | 2 | 2 | 4     |
| 6 | Canadá         | 0 | 1 | 3 | 4     |
| 7 | Nicaragua      | 0 | 0 | 1 | 1     |